# Jüdische Gemeinde Ulm
Eine jüdische Gemeinde in Ulm bestand bereits im hohen Mittelalter, hatte im 14. Jahrhundert große wirtschaftliche Bedeutung und erlosch 1499 mit dem Ulmer Stadtverbot für Juden. Nach der Mediatisierung der Reichsstadt 1802 und dem Übergang Ulms zum Königreich Württemberg 1810 konnten sich wieder Juden ansiedeln, die ab 1856 eine eigenständige israelitische Religionsgemeinde bildeten. In der zweiten Hälfte des 19. Jahrhunderts wuchs die Gemeinde durch den Zustrom von Familien aus jüdischen Landgemeinden auf knapp 700 Personen an. Die Ulmer Juden nahmen rege am öffentlichen Leben der Stadt teil und brachten einige bedeutende Persönlichkeiten hervor. Der bedeutendste in Ulm geborene Jude war Albert Einstein. Die jüdische Gemeinde fand im Zuge des Antisemitismus und der Deportation deutscher Juden während der Zeit des Nationalsozialismus ihren Niedergang. Nach 1990 zogen mit den Aussiedlern aus Osteuropa wieder vermehrt Juden nach Ulm, die seit 1999 auch wieder von einem Rabbiner betreut werden. 2002 wurde die jüdische Gemeinde als Filialgemeinde von Stuttgart neu gegründet und am 5. Mai des gleichen Jahres ein neues jüdisches Gemeindezentrum mit einem Gebetsraum eingeweiht. Die jüdische Gemeinde umfasst heute zirka 450 Ulmer Bürger.

## Geschichte

### Mittelalterliche Gemeinde
Die frühesten Hinweise auf Juden in Ulm finden sich in der Reichssteuerliste von 1241, in der die Ulmer Juden mit einem geringen Steuerbeitrag von sechs Mark verzeichnet sind (Esslinger Juden mit 30 Mark, Wormser Juden mit 150 Mark). Damals scheint in Ulm also nur eine kleine Gemeinde bestanden zu haben. Der älteste jüdische Grabstein aus Ulm stammt aus dem Jahr 1243, der jüdische Friedhof wurde 1281 erstmals erwähnt. Die Gemeindegröße wuchs in der zweiten Hälfte des 13. Jahrhunderts an und im 14. Jahrhundert war Ulm der religiöse Mittelpunkt der Juden der Umgebung. Die Juden waren zunächst direkt dem Kaiser steuerpflichtig, bis am 9. Januar 1348 Kaiser Karl IV. Ulm mit anderen Reichsstädten von der Abführung der Judensteuer an die königliche Kammer entband. Am 3. Dezember 1348 regelte ein Vergleich, dass Ulm die Judensteuer zum Bau der Stadtbefestigung zu verwenden, gleichzeitig die Juden unter städtisches Judenregal zu stellen habe. Nach dem Ausbruch der Pest kam es am 30. Januar 1349 zu einem Pestpogrom gegen die Juden, in denen man die Schuldigen der Pestepidemie sah. Das Judenviertel wurde niedergebrannt und erhaltene Gebäude wie die Synagoge zu anderen Zwecken verwendet. 1354 erhielt die jüdische Gemeinde ihre Synagoge zurück, 1356 den jüdischen Friedhof.
Im späten 14. Jahrhundert hatten die Ulmer Juden eine große wirtschaftliche Bedeutung für die Stadt. Ein Jud Jäcklin war größter Kreditgeber der Stadt und finanzierte und förderte deren Gebietserwerbungen sowie wohl auch den Baubeginn des Ulmer Münsters 1377. Gemeinsam mit dem Nürnberger Juden Rapp, dem Erfurter Juden Meier und wenigen anderen scheint Jäcklin den gesamten süddeutschen Geldmarkt beherrscht zu haben.
Der wirtschaftliche Einfluss der Juden ging jedoch nach dem Regierungsantritt König Wenzels im Jahr 1378 allmählich zurück, da in der Folgezeit wiederholte königliche Sondersteuern die jüdischen Gemeinden belasteten. In Ulm erwirkte die Ulmer Goldschmiedeordnung von 1394 die Beschränkung des Handels der Juden mit Gold- und Silberwaren. Zahlreiche weitere Beschränkungen folgten, so das Verbot der Beschäftigung christlicher Dienstboten, Beschränkungen der Schlachterei und des Fleischhandels, 1421 ein Verbot des Lebensmittelhandels und 1425 ein Verbot, Geld auf Wolle und Baumwolle zu leihen. 1457 versuchte der Rat der Stadt Ulm, diejenigen Juden, die kein Bürgerrecht besaßen, aus der Stadt zu weisen, was ihr jedoch durch den um die Judensteuern besorgten Kaiser Friedrich III. verweigert wurde. 1478 wurde die von Juden geforderte Jahressteuer von zwei auf sechs Gulden verdreifacht. In jener Zeit der Verbote und vielfachen Besteuerung ging die Gemeindegröße durch Abwanderung wohl merklich zurück. In den 1480er Jahren war die Gemeinde mehrmals ohne Rabbiner. 1490 gab es in Ulm keinen Juden mit Bürgerrecht mehr. 1499 erhielt die Stadt Ulm schließlich nach Beschwerden über jüdischen Wucher und Betrügereien vom römisch-deutschen König Maximilian I. die Erlaubnis, die letzten in Ulm wohnenden Judenfamilien auszuweisen.
Siehe auch: Jüdische Grabsteine in Ulm

### Zeit des Stadtverbots
Das Stadtverbot von 1499 wurde mehrfach erneuert (so 1541, 1561 und 1571) und blieb im Wesentlichen bis ins 19. Jahrhundert bestehen, wenngleich Ulmer Bürger weiterhin mit Juden aus der Umgebung in Handelsbeziehungen standen und sich auch immer wieder Juden zeitweilig in der Stadt aufhielten, was ihnen aber nur in Begleitung eines Amtsdieners gestattet war. 1712 durften Juden gegen Schutzgeldzahlung wieder die Ulmer Viehmärkte besuchen, später wohnten einzelne privilegierte Juden oder auch Heereslieferanten des Schwäbischen Kreises zeitweise in Ulm. Das Stadttheater erlebte von 1799 bis 1800 durch den aus Regensburg und anderen Städten bekannten Elias Gumperz (Gumperts) und seiner Schauspielergesellschaft unzählige und beliebte Aufführungen. Doch bis zum Ende der reichsstädtischen Zeit 1803 bildete sich aufgrund des weiterhin bestehenden Stadtverbots keine neue jüdische Gemeinde.

### Neuzeitliche Gemeinde
Auch nach der Mediatisierung der Reichsstadt Ulm 1802 und dem Übergang an Bayern 1802 und dann zum Königreich Württemberg 1810 ließen sich trotz grundsätzlicher Erlaubnis bis 1824 nur 13 Juden in Ulm nieder. Die Verwaltung der Stadt und die Ulmer Kaufleute sahen in jüdischen Kaufleuten eine unerwünschte Konkurrenz und schufen ein wenig judenfreundliches Klima. Auch nach dem württembergischen Gesetz in Betreff der öffentlichen Verhältnisse der israelitischen Glaubensgenossen vom 25. April 1828 dauerte es noch mehrere Jahre, bis sich wieder eine nennenswerte Gemeinde in Ulm gebildet hatte. In der frühen Zeit der informellen jüdischen Gemeinde war der Edelsteinhändler Seligman Gugenheim (1789–1857) Vorsteher der Gemeinde. Datiert auf April 1819 gibt es von ihm und seiner Frau Sophie geb. Laemmle (1789–1838) (Gustav Maier-Archiv) je ein Ölporträt. Sie belegen, dass es bereits 1819 wohlhabende Juden in Ulm gab.

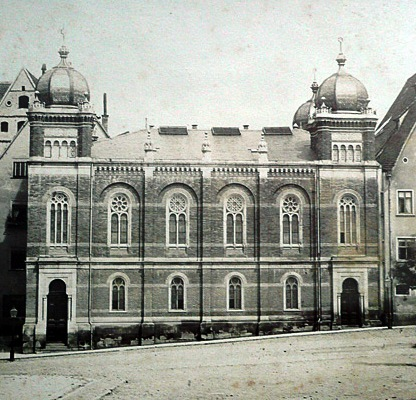
Alte Synagoge in Ulm

Die Ulmer Juden bildeten zunächst eine Filialgemeinde der Jüdischen Gemeinde Laupheim, wurden dann jedoch 1856 mit einer Gemeindegröße von über 50 Personen zur selbstständigen israelitischen Religionsgemeinde erhoben. Bis 1877 war Rechtsanwalt Jakob Hess im Israelitischen Kirchenvorsteheramt bestimmend. Das weitere Wachstum der Gemeinde erlaubte ab 1869 den Neubau einer Synagoge, die 1873 eingeweiht wurde. Bei der Eröffnung waren auch Vertreter aus allen nichtjüdischen Gesellschaftskreisen Ulms zugegen, auch aus dem Militär. Von 1868/77 bis 1889/91 dominierte Kosman Dreyfus im Israelitischen Kirchenvorsteheramt, ein Onkel von Albert Einstein. 1888 wurde der Rabbiner Seligman Fried bestellt. 1889/90 sorgte der neu zugezogene Rechtsanwalt Robert Hirsch dafür, dass der Konflikt zwischen dem Rabbiner und den Mitgliedern des Israelitischen Kirchenvorsteheramts befriedet wurde. Fortan prägte Hirsch dort das Geschehen bis 1923. Ulm wurde schließlich 1908 Sitz eines Rabbinats. 1877 stifteten anlässlich des Jubiläums „500 Jahre Grundsteinlegung des Ulmer Münsters“ 86 Mitglieder der jüdischen Gemeinde Ulm 1.300 Mark zur Finanzierung einer Prophetenfigur im Inneren des Münsters. Eine maßgebliche Rolle spielte neben vier weiteren Ulmer Juden Gustav Maier, der damals Agent der Reichsbank in Ulm war. 1898 erlaubte die Stiftungssumme die Schaffung einer Jeremias-Statue. Auf Seligman Fried folgten zwei schwäbische Brüder als Rabbiner, nämlich Jesaja Strassburger (1871–1915) und Ferdinand Strassburger (1884–1927).
Mit der einsetzenden Industrialisierung erlebte die jüdische Gemeinde in Ulm einen starken Zuzug von jüngeren jüdischen Familien aus Landgemeinden. Von 1854 bis 1886 stieg die Gemeindegröße von 57 auf 667 Personen an. Die Gründerzeit brachte zahlreiche erfolgreiche jüdische Unternehmer hervor. 1860 waren acht Fabriken, vier Großhandelsunternehmen, zehn Einzelhandelsunternehmen und drei Handwerksbetriebe in Ulm in jüdischem Besitz. 1861 wurde der Fabrikant Leopold Marx als erster Jude in den Ulmer Bürgerausschuss gewählt, ab 1869 folgten sechs weitere Juden in die bürgerlichen Gremien, darunter zeitweise die Gemeinderäte Albert Mayer, Salomon Moos und Siegfried Mann. Rechtsanwalt Albert Mayer war von 1906 bis 1909 Mitglied des württembergischen Landtags. Die Juden in Ulm waren seit dem Gleichstellungsgesetz von 1864 rechtlich gesehen vollkommen in das bürgerliche Leben der Stadt Ulm integriert. Seit den 1860er Jahren waren in Ulm die Juden wohlgelitten, was z. B. 1869 ein hoher Kredit der evangelischen Kirche für den Bau der Synagoge belegt. Er deckte ein Drittel der gesamten Baukosten. Juden waren in den bürgerlichen Gremien je nach Wahlperiode unterschiedlich stark vertreten, so auch in allen größeren Vereinen der Stadt, außerdem auch in der Industrie- und Handelskammer.
Zum wirtschaftlich gesehen oberen Viertel der Juden in Ulm gehörten die Eltern von Albert Einstein, der am 14. März 1879 in Ulm geboren wurde. Seine Eltern zogen jedoch bereits im Juni 1880 mit ihm nach München.
Ulm war im späten 19. Jahrhundert zeitweise ein Zentrum des modernen Antisemitismus auf völkischer Grundlage. Die Judenhetze verbreitete die Zeitung Ulmer Schnellpost unter deren Besitzer Eugen Theodor Nübling seit den 1880er Jahren. Antisemitisch geprägt ist auch dessen Untersuchung über die Judengemeinden des Mittelalters von 1896, die nicht literaturwürdig ist und deshalb nur auf der Seite Eugen Theodor Nübling aufgeführt wird. In der Schnellpost wurden haltlose Anschuldigungen wie die des Ritualmords oder falsche Talmudauslegungen vorgebracht. Der energische Widerstand von Rechtsanwalt Robert Hirsch war erfolgreich. Die Antisemiten gewannen in Ulm nie eine nennenswerte Anhängerschaft. Zudem sorgte die Aberkennung als Amtsblatt 1881 und die Beendigung städtischer Annoncen 1899 dafür, dass die Zeitung Ulmer Schnellpost einen Niedergang erlebte. Noch vor der Zeit des Nationalsozialismus flammte in Ulm der Antisemitismus in den 1920er Jahren unter völlig neuen Bedingungen wieder auf.

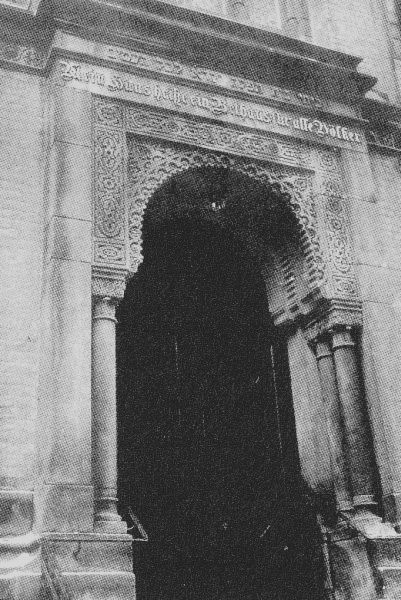
Portal der Alten Synagoge mit der Inschrift:
Mein Haus heiße ein Bethaus für alle Völker

Die Gemeindegröße ging im frühen 20. Jahrhundert leicht zurück. 1900 waren es 609 Personen, 1908 waren es 588. Im Ersten Weltkrieg zogen zahlreiche Ulmer Juden ins Feld, ihre Opferzahl von 18 Toten liegt prozentual höher als die der Opfer unter der christlichen Bevölkerung. In der Zeit der Weimarer Republik erlangten mehrere Ulmer Juden im Bereich der Kultur Bedeutung: Julius Baum war Direktor der städtischen Museen, Ludwig Moos und Leo Kahn waren bekannte Kunstmaler, der Musikästhet Paul Moos wurde Ehrendoktor der Universität Erlangen. Bis 1933 sank die Größe der jüdischen Gemeinde auf 530 Personen.
Unmittelbar nach der nationalsozialistischen Machtergreifung 1933 agitierte der Ulmer Sturm gegen jüdische Bürger. Museumsdirektor Baum wurde seines Postens enthoben und Ehrendoktor Moos verlor seine Ehrendoktorwürde. Auch Albert Einstein wurde Ziel der Hetze: Die Albert-Einstein-Straße wurde in Fichte-Straße umbenannt. Neben der Diskriminierung der Juden nahm auch der von nationalsozialistischer Seite ausgeübte Druck auf den Rest der Bevölkerung zu, bei weiterem Kontakt mit Juden zum Ziel von öffentlicher Anprangerung zu werden. 1936 musste die jüdische Gemeinde auf eigene Kosten eine eigene Schule errichten, im selben Jahr wurde der jüdische Friedhof durch Unbekannte geschändet. In der Reichspogromnacht im November 1938 wurden die Synagoge niedergebrannt und jüdische Einwohner misshandelt und eingesperrt, unter ihnen auch der Rabbiner Julius Cohn. Die letzten jüdischen Unternehmen wurden darauf Opfer der Arisierung. Ab 1939 wurden die noch nicht ausgewanderten jüdischen Einwohner in so genannte Judenhäuser (teils auch in Oberstotzingen) umquartiert und das Rabbinat sowie die jüdische Religionsgemeinde aufgelöst. 1941 und 1942 wurden die meisten der noch in Ulm bzw. Oberstotzingen verbliebenen Juden im Zuge der Deportation deutscher Juden in Konzentrations- und Vernichtungslager verschleppt, wobei 112 Ulmer Juden ermordet wurden. 1945 lebten nur noch vereinzelte, mit nichtjüdischen Ehepartnern verheiratete jüdische Bürger in Ulm.
Nach Kriegsende befanden sich Tausende Juden unter den „Displaced Persons“ in mehreren Flüchtlingslagern in und um Ulm, bevor die Lager 1948 aufgelöst wurden. Fast alle Juden wanderten in den neu gegründeten Staat Israel aus.

### Seit dem Fall des Eisernen Vorhangs
1989 fiel die Mauer; 1990 endete der Kalte Krieg.
Ab 1990 zogen mit den Zuwanderern aus Osteuropa (siehe auch Spätaussiedler) wieder vermehrt Juden nach Ulm. Seit 2000 ist Ulm mit Rabbiner Shneur Trebnik auch wieder Rabbinatssitz. 2002 wurde die jüdische Gemeinde als IRGW-Zweigstelle Ulm als Filialgemeinde der Stuttgarter Gemeinde neu gegründet und am 5. Mai desselben Jahres ein jüdisches Gemeindezentrum mit einem Gebetsraum eingeweiht.
Der Zuzug jüdischer Migranten nach Ulm hielt weiterhin verstärkt an. So heißt es in der Gemeindezeitung der IRGW zu Rosch ha-Schana unter der Rubrik Aus Vorstand und Repräsentanz – Sitzung der Repräsentanz am 27. Mai 2008:

„Bei einem Gespräch […] informierte der Vorstand […] über die verstärkte Zuweisung jüdischer Neuzuwanderer nach […] Ulm […]“

Die Ulmer Gemeindemitglieder bemängelten daraufhin in einem offenen Brief an die IRGW im Sommer 2008 den räumlichen Zustand und Enge der IRGW-Zweigstelle Ulm. Daraufhin besuchte der Vorstand der IRGW die Zweigstelle Ulm und bekannte sich zum Bau einer neuen Synagoge im Ulmer Stadtgebiet.

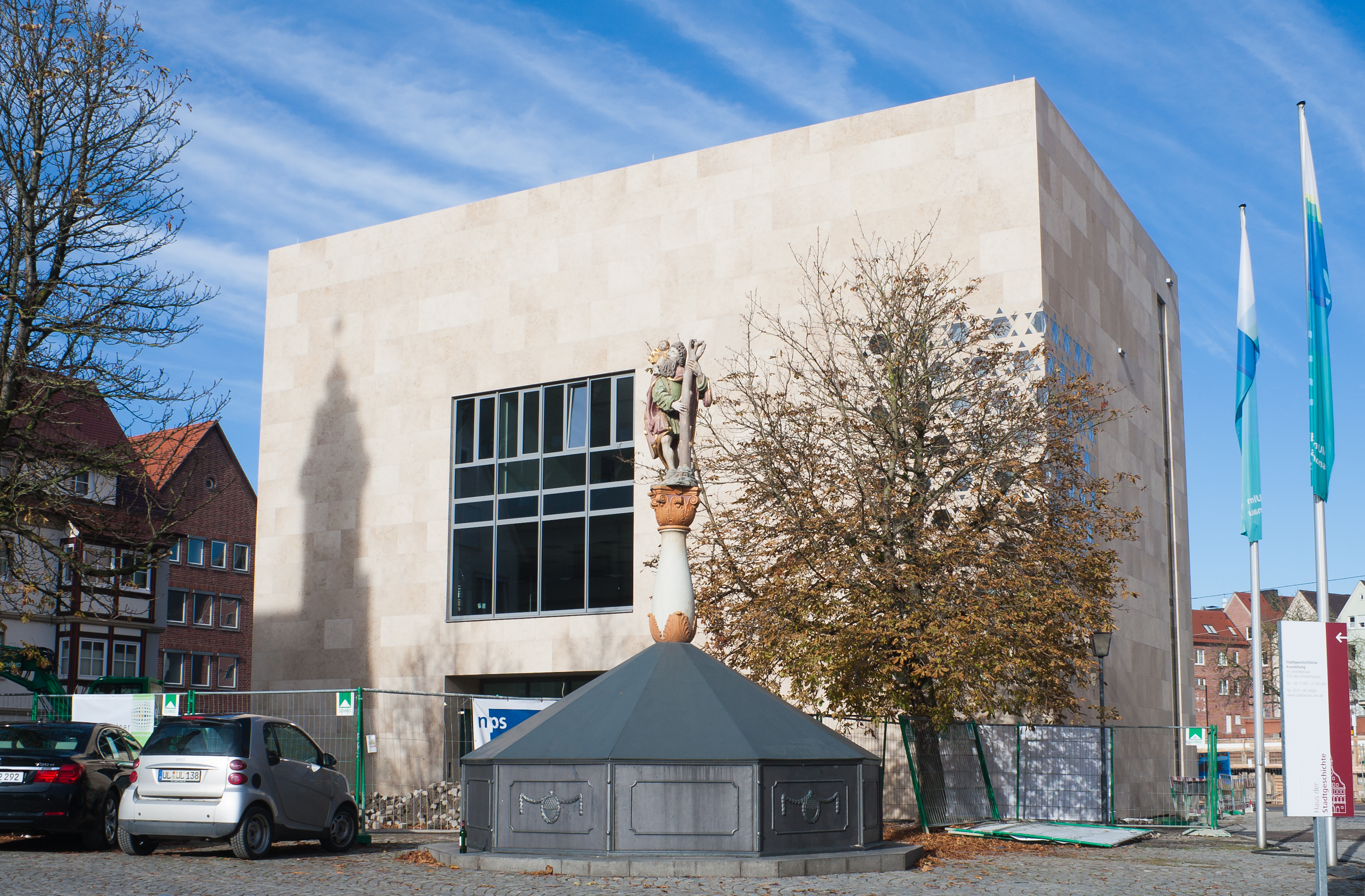
Die neue Synagoge in Ulm, November 2012

Der Hauptausschuss des Gemeinderats der Stadt Ulm hat am 5. Mai 2009 dem Neubau eines Gemeindezentrums für die IRGW-Zweigstelle Ulm auf dem Weinhof, in unmittelbarer Nähe des ursprünglichen Standorts der Synagoge aus dem Jahr 1873 einstimmig zugestimmt. Eine auf dem Gelände vorgenommene archäologische Grabung zur Sicherung fand bis Ende 2010 statt. Der Spatenstich für den Neubau war am 17. März 2011, die Bauarbeiten für den Neubau wurde 2012 abgeschlossen; am 2. Dezember 2012 wurde sie eingeweiht. Bundespräsident Gauck und Ministerpräsident Kretschmann kamen zur Eröffnung.
Die jüdische Gemeinde umfasste 2020 etwa 400 Personen.
Auf die neue Synagoge verübte ein Unbekannter am Morgen des 5. Juni 2021 einen Brandanschlag. Zeugen verständigten Polizei und Feuerwehr, so dass der Brand schnell gelöscht werden konnte und nur geringer Sachschaden entstand. Der Staatsschutz nahm Ermittlungen auf. Ende Juni 2021 ergaben die Ermittlungen, dass der Attentäter vermutlich ein 45-jähriger türkischer Staatsangehöriger war, der sich in der Zwischenzeit in sein Heimatland abgesetzt hatte. Der 2023 nach Deutschland Zurückgekehrte wurde gefasst und 2024 zu einer Haftstrafe von zwei Jahren und neun Monaten verurteilt.